# Robertsonia salsa
Robertsonia salsa är en kräftdjursart som beskrevs av Gurney 1927. Robertsonia salsa ingår i släktet Robertsonia och familjen Diosaccidae. Inga underarter finns listade i Catalogue of Life.